# 馬赫迪耶區

馬赫迪耶區（阿拉伯语：‎），是阿爾及利亞的行政區，位於該國北部，由提亞雷特省負責管轄，首府設於馬赫迪耶，面積1,210平方公里，2008年人口58,884，人口密度每平方公里49人。